# The China Quarterly
The China Quarterly est une revue universitaire trimestrielle à comité de lecture spécialisée dans l'étude de la Chine contemporaine, publiée en anglais. Elle est largement considérée comme l'une des revues les plus influentes dans le domaine des études chinoises. Elle est publiée par la maison d’édition Cambridge University Press au nom de la School of Oriental and African Studies (SOAS), University of London.

## Présentation
Fondée en 1960 par la Congress for Cultural Freedom, une organisation intellectuelle soutenue par la CIA dans le contexte de la guerre froide, la revue visait à promouvoir des perspectives critiques vis-à-vis du régime chinois. Depuis, elle est devenue une plateforme académique majeure, couvrant un large éventail de sujets liés à la Chine contemporaine : politique, économie, société, histoire, droit, culture, et relations internationales.

## Indexation et classement
The China Quarterly est indexée dans les principales bases de données académiques telles que Scopus, Web of Science et JSTOR. Elle possède un facteur d’impact élevé dans les domaines des sciences politiques, des études asiatiques, et des relations internationales.

## Controverses
En 2017, Cambridge University Press a temporairement censuré plusieurs articles de The China Quarterly sur sa plateforme en ligne en Chine continentale, à la demande des autorités chinoises. Cette décision a suscité une vive réaction de la communauté universitaire, conduisant finalement à la restauration des articles censurés.